# Букатіні
Букатіні (італ. Bucatini) — товсті макаронні вироби (паста), схожі на спагеті, з отвором, що проходить через центр, також відомі як perciatelli. Вони поширені в усьому регіоні Лаціо, особливо в Римі.
Схожі на зіті (італ. ziti) — довгі порожнисті стержні, які також мають гладку текстуру і мають прямокутно обрізані краї; «порізані зіті» — це зіті, нарізані на коротші трубочки.
Існує також більш широка версія зіті (італ. zitoni).

## Етимологія
Назва походить від італійського buco, що означає «діра», тоді як bucato або варіант у неаполітанський мові — perciato означає «пробитий».

## Склад і використання
Букатіні — це макароні вироби у формі трубки, виготовлені з борошна твердих сортів пшениці та води. Довжина 25–30 см, а діаметр 3 мм. Середній час приготування — дев'ять хвилин.

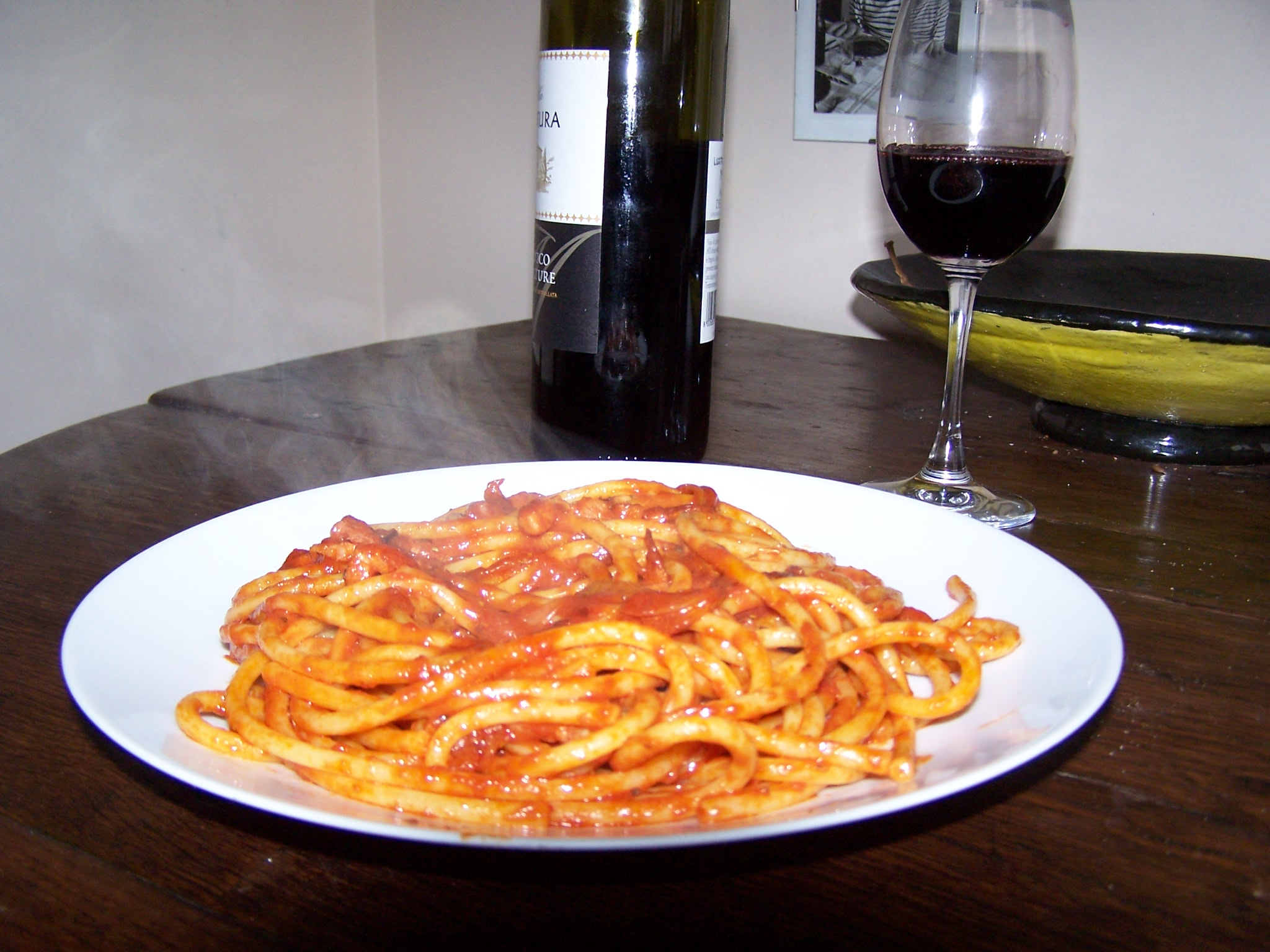
Bucatini all'amatriciana, страва, приготоване з букатіні

В італійській кухні, букатіні подаються з маслянистими соусами, панчетою або гуанчале, овочами, сиром, яйцем і анчоусами або сардинами. Одним з найбільш поширених соусів, що подається з букатіні, є Amatriciana соус, італ. bucatini all'amatriciana. Традиційно готується з гуанчале, різновидом в'яленого м'яса, виробленого зі свинини.
У сирому вигляді букатіні можна використовувати як соломинку для пиття, що біологічно розкладається.

## Виготовлення
Стандартні машини для виготовлення макаронних виробів розкочують листи плоских макаронних виробів, які потім розрізають на стрічки, щоб отримати плоскі макарони у формі стрічки, такі як феттуччіне, тальятелле або паппарделле. З іншого боку, букатіні потрібно екструдувати, а не катати.
Тісто для макаронних виробів подається в машину, яка витискає його через перфорований диск, дуже схожий на м'ясорубку. Форма макаронів залежить від форми перфорації. Букатіні виготовляються за допомогою диска з крихітними круглими перфораціями, що змушує макаронне тісто виходити у довгі трубочки. Потім трубки обрізають до потрібної довжини, а потім або сушать, або готують у свіжому вигляді.
Букатіні можна приготувати вдома за допомогою стаціонарного міксера та екструдера макаронних виробів. Оскільки букатіні мають отвір посередині, з ними потрібно поводитися обережно, щоб не затиснути отвір до приготування їжі.

## Дивитися також
- Різновиди пасти
- Макарони